# Oskar von Alvensleben

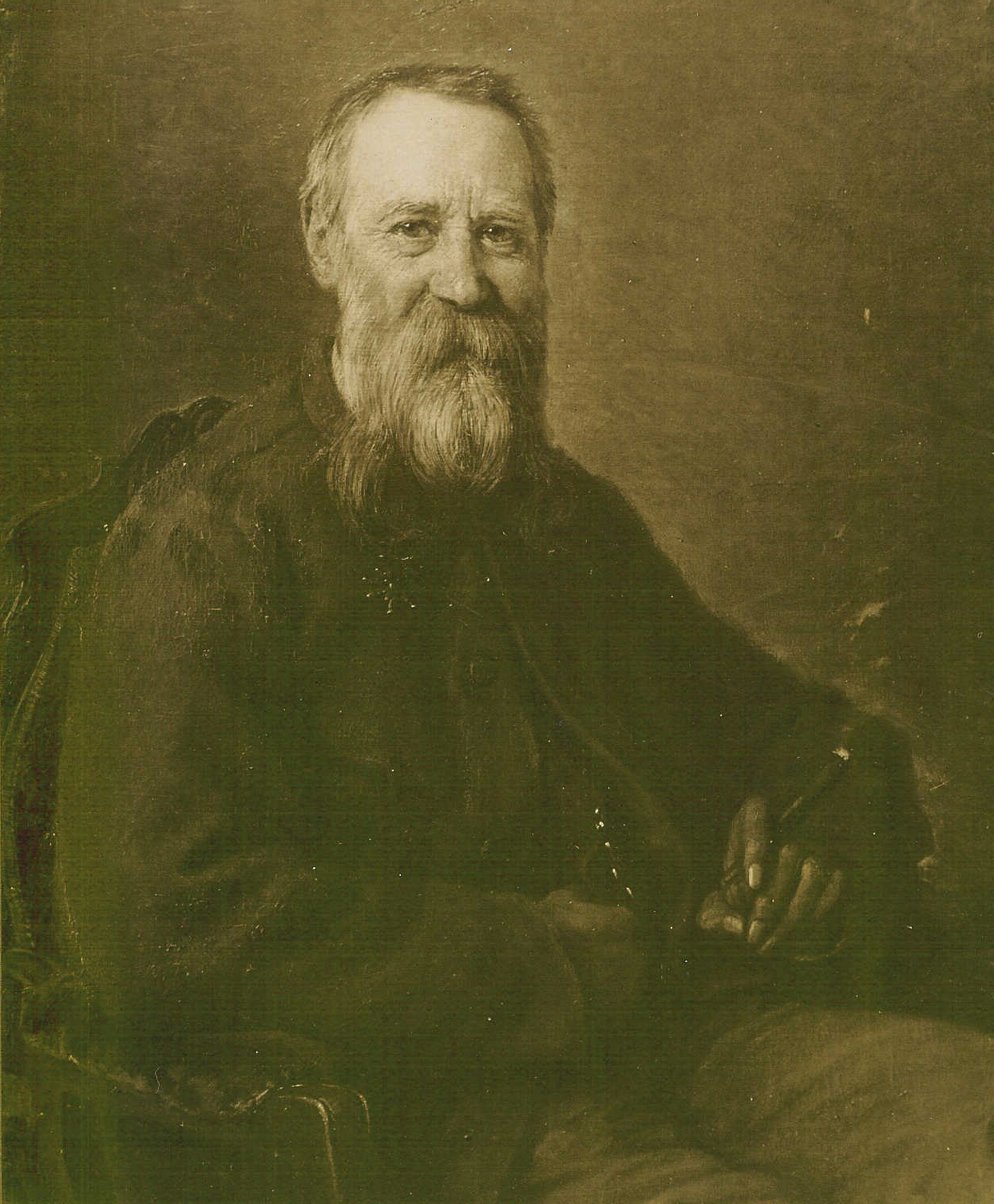
Oskar von Alvensleben

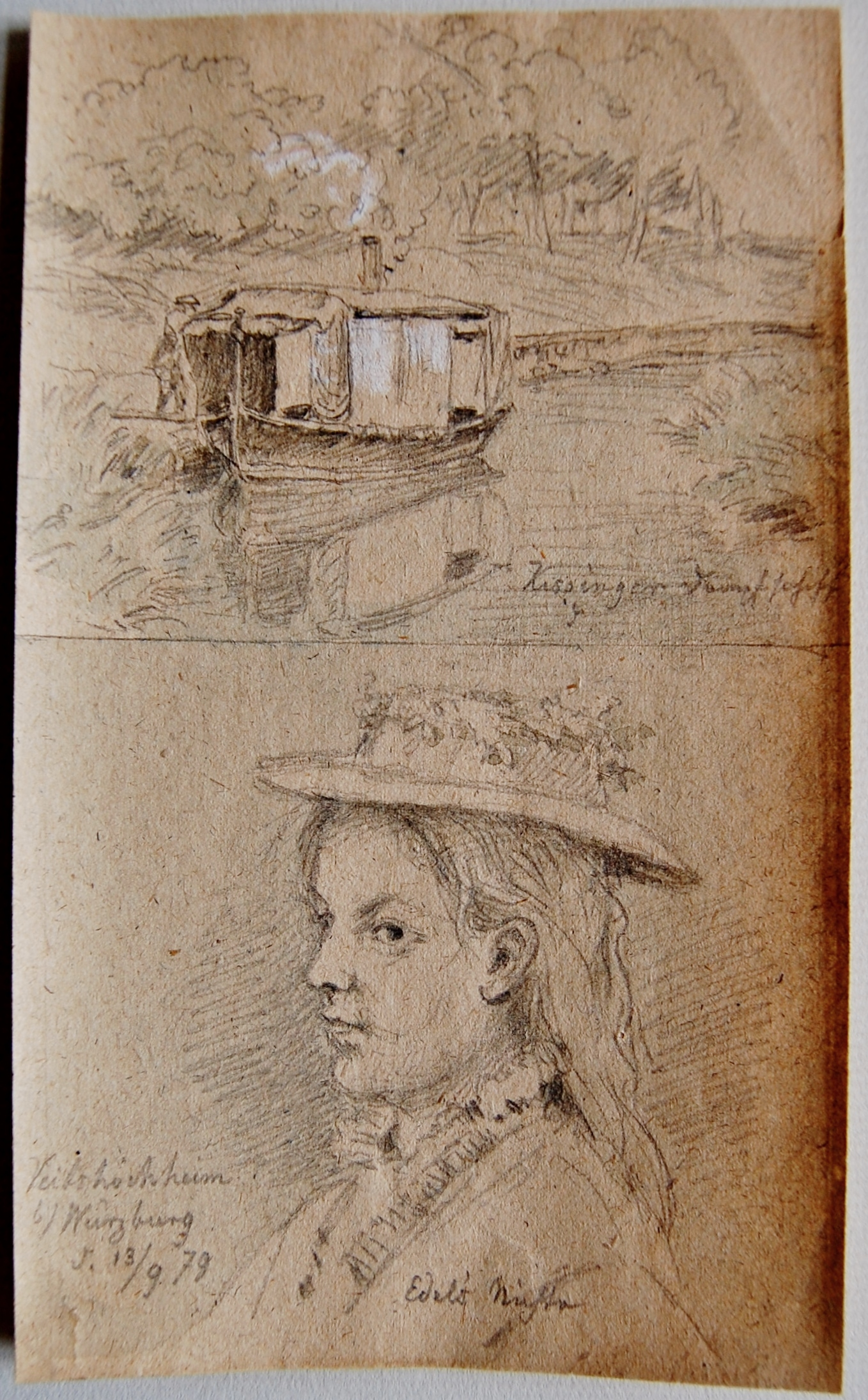
Doppelzeichnung vom 13. September 1879: "Kissinger Dampfschiffchen" (Bad Kissingen) und "Edel’s Nichte" (Veitshöchheim) auf einem Blatt; Größe: 94 mm breit × 157 mm hoch

Karl Wilhelm Ludwig Oskar von Alvensleben (* 18. Februar 1831 in Benkendorf, Gemeinde Teutschenthal bei Halle; † 5. November 1903 in Dresden) war ein deutscher Landschaftsmaler.

## Familie
Oskar von Alvensleben entstammte der niederdeutschen Adelsfamilie von Alvensleben. Er war das zwölfte und jüngste Kind des Domherren Wilhelm von Alvensleben (1779–1838) aus Kalbe (Milde) und dessen Frau Sophie Günther (1784–1847) aus Dresden. Gebhard von Alvensleben (1816–1895), Musiker und Besitzer des Gohliser Schlösschens bei Leipzig, und der Gutsbesitzer und Autor Udo III. von Alvensleben (1823–1910) aus Schollene waren seine Brüder. Oskar von Alvensleben blieb unverheiratet.

## Leben
Seine Kindheit verbrachte er auf dem Gut Gohlis bei Leipzig, das sein Vater 1832 erworben hatte. Über seine schulische Ausbildung und ein Studium ist nichts mehr bekannt. Nach 1850 bezeichnete er sich als „Öconom“ und beschäftigte sich mit der Landschaftszeichnung in Süddeutschland und Nordfrankreich. Auch hatte er musikalische Neigungen und versuchte sich – wie sein Bruder Gebhard – mit Kompositionen. 1866 nahm er seinen Wohnsitz in Dresden und studierte bis 1874 an der dortigen Akademie, u. a. bei Julius Hübner, Carl Gottlieb Peschel und Adolf Erhardt – unterbrochen durch längere Studienreisen bis nach Spanien, auf denen zahlreiche Bleistiftskizzen entstanden, einige mit Tusche oder Wasserfarben, nach denen er Aquarelle malte. Seit 1871 war er Mitglied der Dresdner Künstlergenossenschaft und förderte auch andere Künstler. Im weiteren Leben unternahm er ausgedehnte Reisen nach Süddeutschland, Österreich, an die Nord- und Ostsee und nach Böhmen, auf denen viele Landschaftsstudien entstanden. In seinem Dresdner Haus sammelte er  mit großem Kunstverständnis antike Möbel und Geräte. Für den Erhalt der Burgruine in Kalbe (Milde) stiftete er eine größere Summe, woran noch eine Tafel am wiederhergestellten Giebel des Gebhardbauses erinnert. Nach seinem Tode wurde er auf dem Familienfriedhof in Kalbe (Milde) beigesetzt. Max Rödig malte 1895 ein Porträt von Oskar von Alvensleben (siehe Bild), das aber seit 1945 verschollen ist.

## Werk
Von seinen zahlreichen Bildern hat er nie eines verkauft, sondern ganze Mappen davon hinterlassen. Sie befinden sich heute u. a. im Kulturhistorischen Museum Magdeburg und Stralsund, im Stadtmuseum Dresden und im Vogtlandmuseum Plauen. Bilder von Oskar von Alvensleben wurden u. a. auf folgenden Ausstellungen gezeigt: 1870/71, 1888, 1894 Akademie Dresden, 1886 Akademie Berlin, 1942 Kunsthandlung Naubert in Leipzig mit 400 Zeichnungen, 1943 Kunsthandlung C. G. Boerner in Leipzig, 1976 Galerie Ketterer in München (u. a. auch ein Selbstbildnis), 1980 Staatliche Galerie in Dessau („Dessauer Ansichten aus vier Jahrhunderten“). Im Kunsthandel werden Werke Alvenslebens immer wieder angeboten.